# Округ Калхун (Флорида)
Калхун (енгл. Calhoun County) је округ у америчкој савезној држави Флорида. По попису из 2010. године број становника је 14.625.

## Демографија
Према попису становништва из 2010. у округу је живело 14.625 становника, што је 1.608 (12,4%) становника више него 2000. године.
| Група             | 2000.          | 2010.          |
| Белци             | 10.105 (77,6%) | 11.357 (77,7%) |
| Афроамериканци    | 2.056 (15,8%)  | 2.011 (13,8%)  |
| Азијати           | 69 (0,5%)      | 75 (0,5%)      |
| Хиспаноамериканци | 492 (3,8%)     | 755 (5,2%)     |
| Укупно            | 13.017         | 14.625         |